# کوهنورد ریشدار
کوهنورد ریش‌دار (نام علمی: Oreonympha nobilis) گونه‌ای از مرغ‌های مگس در تبار خورشیدفرشته‌تباران (Lesbiini) از زیرخانواده خورشیدیان (Lesbiinae) و بومی پرو است.